# Аргонська національна лабораторія
41°43′06″ пн. ш. 87°58′44″ зх. д. / 41.718292491138° пн. ш. 87.978865855122° зх. д.
Арго́нська націона́льна лаборато́рія (англ. Argonne National Laboratory) — найстаріший національний дослідницький центр Міністерства енергетики США. Заснований в 1946 році. Робота центру координується Чиказьким університетом. Розташований в 40 км на південний захід від Чикаго.
Основні напрямки діяльності лабораторії:
- проведення фундаментальних досліджень в області фізики, біології і дослідження довкілля;
- будівництво та експлуатація дорогих наукових комплексів, як для потреб лабораторії, так і інших промислових та наукових лабораторій;
- розробка новітніх технологій в енергетиці;
- дослідження і вирішення проблем забруднення довкілля;
- проведення експертиз у питаннях ядерного паливного циклу, біології, хімії, системного аналізу і моделювання;
- розробка технологій і високоточних інструментів для виявлення хімічних, біологічних і радіаційних небезпек та їх джерел.

В лабораторії є рентгенівське джерело синхротронного випромінювання Advanced Photon source, інтенсивне імпульсне джерело нейтронів Intense Pulsed Neutron Source (IPNS) (підрозділ закритий в 2008 р. у зв'язку з введенням в експлуатацію більш сучасного і потужного джерела нейтронів SNS (Spallation Neutron Source, SNS, в Ок-Ріджській лабораторії в Теннессі, http://neutrons.ornl.gov/ [Архівовано 15 травня 2008 у Wayback Machine.]), надпровідний лінійний прискорювач Argonne Tandem Linear Accelerator System (ATLAS), суперкомп'ютер Blue Gene/P під назвою Mira.